# Aleister Black
Tom Büdgen (geboren am 19. Mai 1985 in Amsterdam) ist ein niederländischer Wrestler, der unter dem Ringnamen Aleister Black bei World Wrestling Entertainment unter Vertrag steht. Seine bislang größten Erfolge waren der Erhalt der NXT Championship bei WWE, wo er unter dem Ringnamen Aleister Black auftrat, und der wXw Unified World Wrestling Championship.

## Biografie

### Anfänge im Wrestling
Seine ersten Matches im Wrestling absolvierte Tom Büdgen ab 2003. In den ersten Jahren seiner Laufbahn trat er unter dem Ringnamen Tommy the End vor allem bei Freestyle Championship Wrestling auf.

### Westside Xtreme Wrestling und andere Ligen (2005–2016)

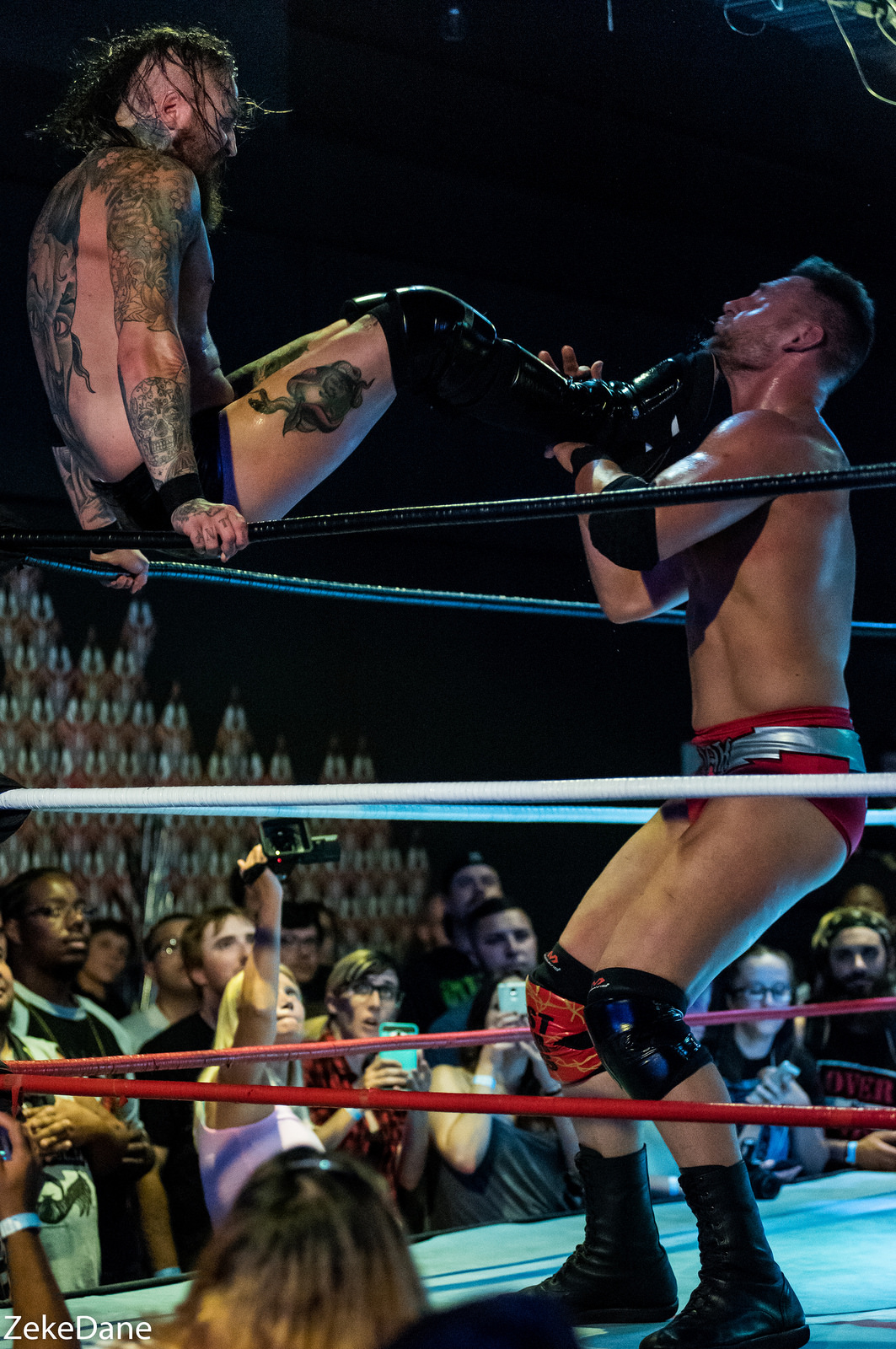
Büdgen führt einen Kick gegen Donovan Dijak aus, 2016

Ab 2005 stieg Büdgen vor allem bei Westside Xtreme Wrestling in den Ring. Dort erhielt er am 16. September 2006 mit der wXw World Lightweight Championship auch seinen ersten Titel im Wrestling, nachdem er den vorherigen Titelträger Emil Sitoci sowie Mike Quackenbush, Pac und Ricky Marvin in einem Fatal-Five-Way-Elimination-Match besiegen durfte. Den Titel hielt er für etwas weniger als drei Monate, ehe er ihn am 9. Dezember 2006 bei wXw World Lightweight Tournament an Pac abgab.
Ab 2010 bildete er mit Anthony Zeus, der ab 2011 den neuen Ringnamen Michael Dante trug, das Tag Team The Sumerian Death Squad. Das Team erhielt zwischen 2011 und 2016 in sechs verschiedenen Promotions Tag-Team-Titel, unter anderem zweimal die wXw World Tag Team Championship bei Westside Xtreme Wrestling oder die Progress Tag Team Championship bei Progress Wrestling.
Auch als Singles Wrestler war Büdgen sehr erfolgreich. Er gewann zweimal das 16 Carat Gold-Tournament und einmal die wXw Unified World Wrestling Championship mit einem Sieg über Axel Tischer am 1. Juni 2013 bei Dead End XIII.
Am 25. Mai 2014 erreichte Büdgen bei International Catch Wrestling Alliance seinen bis dahin größten Erfolg, als er dort die ICWA Heavyweight Championship erhielt. Diese gab er nach rund zwei Jahren beziehungsweise 727 Tagen Regentschaft am 21. Mai 2016 wieder ab.

### World Wrestling Entertainment (2017–2021)

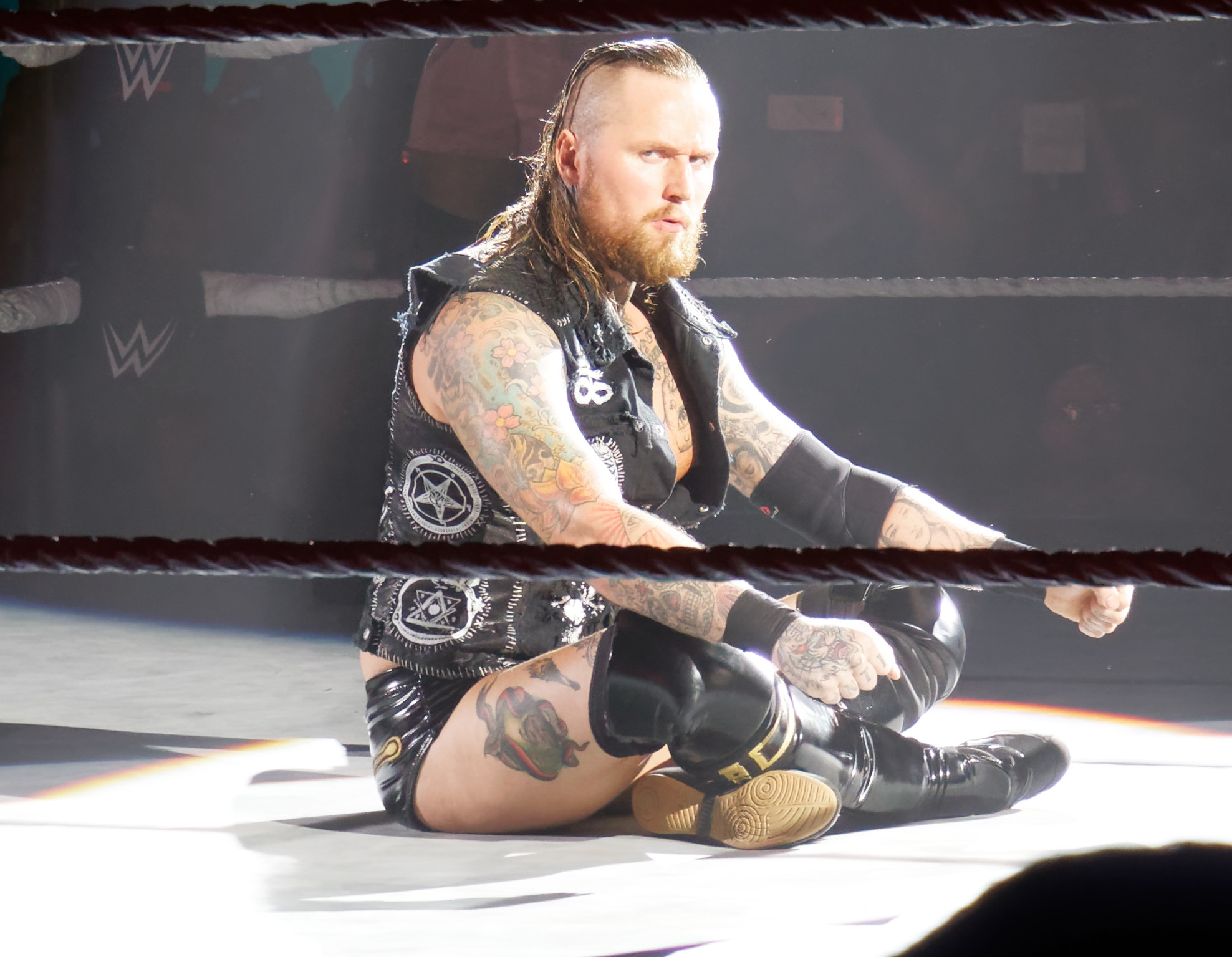
Büdgen in seiner Ringpose, 2017

Im Juni 2016 wurde bekannt, dass Büdgen einen Vertrag bei der WWE unterzeichnet hat, bei der er ab Oktober desselben Jahres antrat. Sein Debüt gab er am 11. November 2016 im Rahmen einer Houseshow von NXT, als er Lince Dorado besiegen durfte. Zu Jahresbeginn 2017 erhielt er den neuen Ringnamen Aleister Black. Wenige Tage später debütierte er in den TV-Shows, als er überraschend beim WWE United Kingdom Championship Tournament auftrat, dort jedoch ein Singles-Match gegen Neville, das außerhalb des eigentlichen Turniers stattfand, verlieren musste. Dieses Match bestritt er noch unter seinem alten Namen Tommy End.
Am 1. April 2017 gewann er bei NXT TakeOver: Orlando ein Match gegen Andrade Almas. Am 8. Mai 2017 debütierte er bei Main Event im WWE-Roster und besiegte Curt Hawkins. Bei diesem einmaligen Auftritt blieb es jedoch zunächst. Bei NXT TakeOver: Brooklyn III durfte er ein weiteres großes Match gegen Kenta Kobayashi gewinnen, genauso wie bei NXT TakeOver: Philadelphia am 27. Januar 2018 gegen Adam Cole. Schließlich erhielt er bei NXT TakeOver: New Orleans am 7. April 2018 die NXT Championship von Almas. Den Titel verlor er wieder am 18. Juli 2018 bei den Tapings zur NXT-TV-Show an Tommasso Ciampa, nachdem Johnny Gargano in den Kampf eingegriffen hatte. Aus einem im Folgenden angekündigten Triple Threat-Match zwischen Black, Ciampa und Gargano musste er verletzungsbedingt gestrichen werden. In der Storyline wurde Blacks Auszeit durch einen hinterhältigen Angriff erklärt, dem er auf dem Freigelände der Full Sail University, wo die NXT Shows meist stattfinden, zum Opfer fiel. Die Suche nach dem Täter wurde in der allgemeinen NXT-Storyline in Form einer kriminalistischen „Spurensuche“ mit zahlreichen Befragungen von anwesenden Wrestlern thematisiert. Schließlich stellte sich Johnny Gargano als der Täter heraus. Diesen konnte Black bei NXT TakeOver: Wargames 2018 besiegen. Am 26. Januar 2019 hatte Black bei NXT TakeOver: Phoenix ein Rückmatch um die NXT Championship, unterlag aber dem amtierenden Champion Tommasso Ciampa.
Am 27. Januar 2019 nahm Black am Royal Rumble-Match der Männer teil und konnte dabei Dean Ambrose aus dem Ring und dem Match werfen. Allerdings wurde Black selbst nach wenigen Minuten von Baron Corbin eliminiert. Dies war sein zweiter Auftritt im Main Roster der WWE, sein offizielles Debüt erfolgte am 18. Februar 2019 bei Raw. In seinem ersten Match am selben Abend besiegte er Elias. Am folgenden Tag trat er ebenfalls bei SmackDown Live auf und besiegte dort Andrade. In den folgenden Wochen bildete Black ein Tag Team mit Ricochet und beide bestritten zahlreiche Matches bei Raw, SmackDown Live und NXT sowie deren Pay-per-Views. Ebenfalls zusammen mit Ricochet nahm Black am Dusty Rhodes Tag Team Classic-Turnier bei NXT teil. In der NXT-Ausgabe vom 27. März 2019 gewannen Black und Ricochet das Turnier, indem sie im Finale die Forgotten Sons (Steve Cutler und Wesley Blake) besiegten.
Im Rahmen des Superstar Shake-Ups 2019 wechselte Black am 15. April 2019 von NXT zu SmackDown. Am 14. Juli bestritt er ein Singles Match gegen Cesaro bei Extreme Rules, dieses Match gewann er. Im Rahmen des WWE Drafts wechselte Black am 14. Oktober 2019 von SmackDown zu Raw.
Am 12. Oktober 2020 wechselte er durch den Draft zu SmackDown. Nachdem er Monate nicht eingesetzt worden ist, kehrte er am 21. Mai 2021 in die Shows zurück.
Am 2. Juni 2021 wurde er von WWE entlassen.

### All Elite Wrestling (2021–2025)

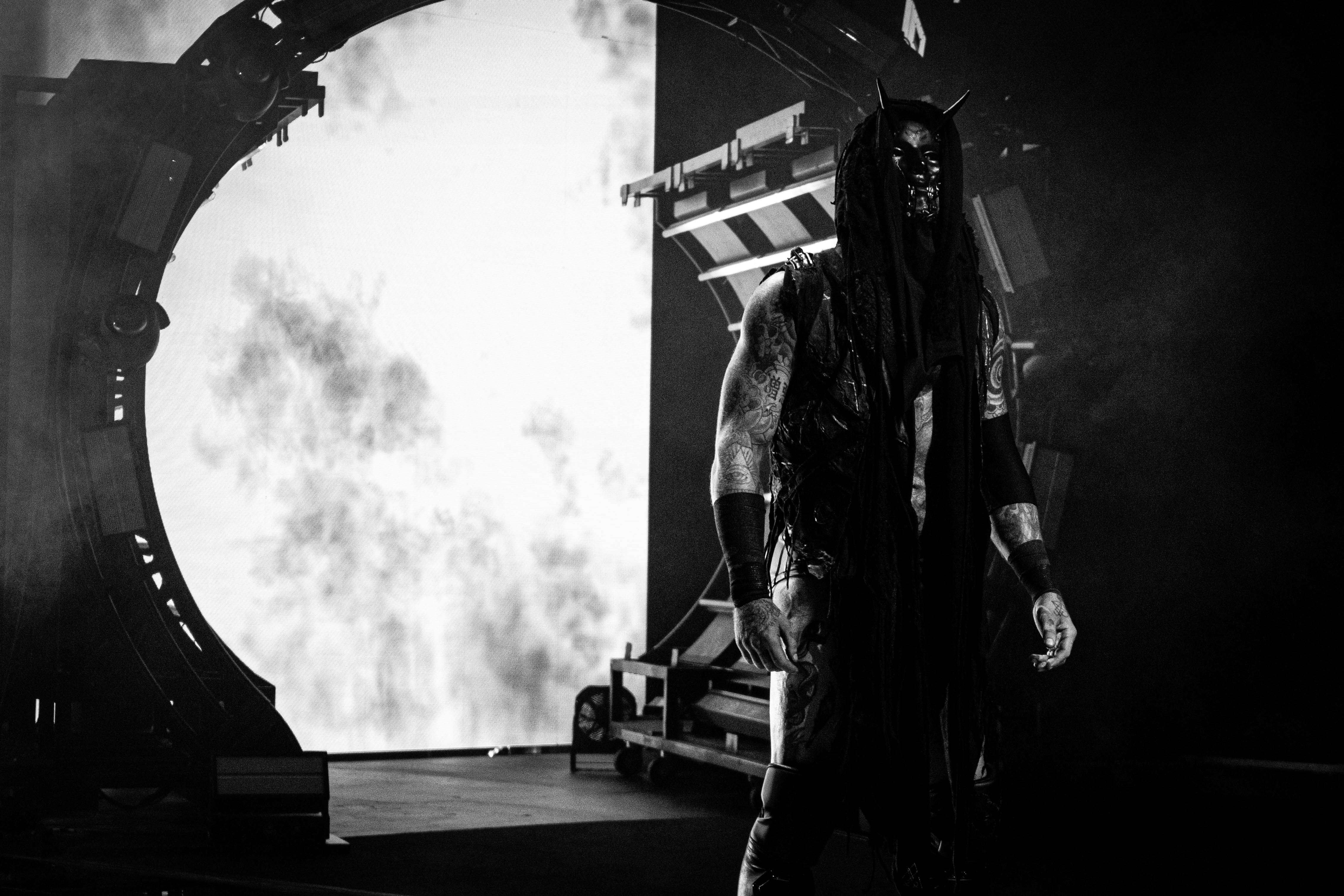
Büdgen bei Forbidden Door, 2022

Bei der Sonderausgabe von AEW Dynamite unter dem Namen Road Rager in Miami, Florida vom 7. Juli 2021 feierte Büdgen unter dem Namen Malakai Black sein Debüt bei All Elite Wrestling, wo er Cody Rhodes und Arn Anderson angriff. Mit Auslaufen des Vertrages am 9. Februar 2025 verließ Büdgen die AEW.

### World Wrestling Entertainment (seit 2025)
Am 25. April 2025 trat Büdgen wieder als Aleister Black in einer SmackDown-Ausgabe auf.

### Außerhalb des Wrestlings
Büdgen trainierte auch Kampfkunst und Kickboxen und lässt dies in seinen Wrestling-Stil mit einfließen. So gehört unter anderem eine Vielzahl an verschiedenen Kicks zu seinem technischen Repertoire.
In einem Podcast von Colt Cabana im Juni 2015 erklärte Büdgen, dass sein okkultistisch geprägtes Gimmick auf der Zugehörigkeit seines Vaters zu einem religiösen Kult in dessen Kindheit basiere.
Ende November 2018 heiratete Büdgen seine Kollegin Thea Trinidad, die in der WWE unter dem Namen Zelina Vega auftritt.

## Titel und Auszeichnungen

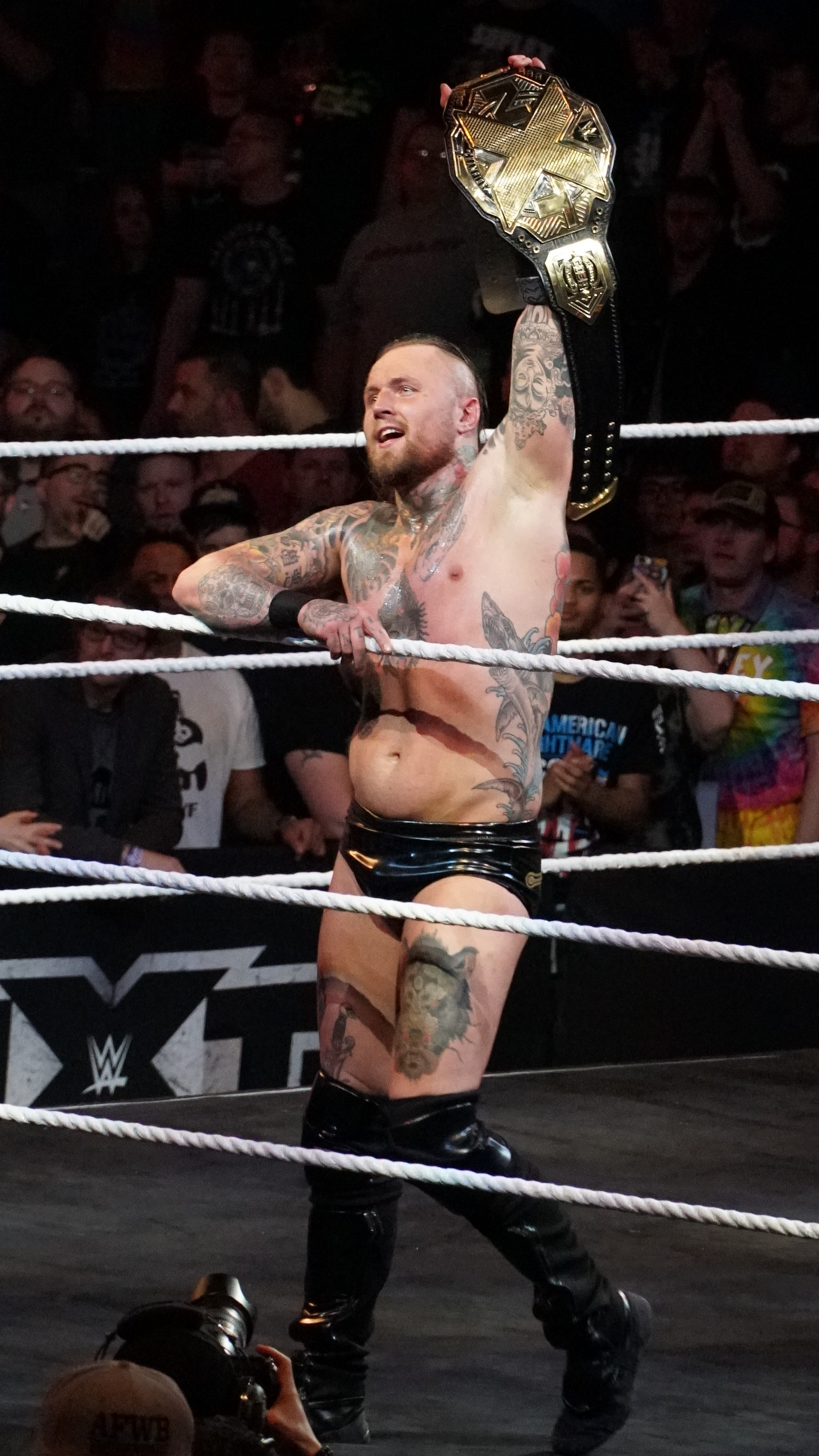
Büdgen nach seinem Gewinn der NXT Championship bei NXT TakeOver: New Orleans im April 2018

### Titel
- All Elite Wrestling
  - 1× AEW World Trios Champion mit Buddy Matthews und Brody King

- Fiend Wrestling Germany
  - 1× FWG Lightweight Champion

- Fight Club: Pro
  - 1× FCP Champion

- Freestyle Championship Wrestling
  - 1× FCW Deutschland Lightweight Champion

- Insane Championship Wrestling
  - 1× ICW Tag Team Champion mit Michael Dante

- International Catch Wrestling Alliance
  - 1× ICWA Heavyweight Champion
  - 1× ICWA World Junior Heavyweight Champion
  - 1× ICWA European Tag Team Champion mit Michael Dante

- Pro Wrestling Guerrilla
  - 1× PWG World Tag Team Champion mit Brody King

- Pro Wrestling Holland
  - 1× PWH Tag Team Champion mit Michael Dante

- Pro Wrestling Showdown
  - 1× PWS Heavyweight Champion

- Progress Wrestling
  - 1× Progress Tag Team Champion mit Michael Dante

- Southside Wrestling Entertainment
  - 1× SWE Tag Team Champion mit Michael Dante

- Westside Xtreme Wrestling
  - 1× wXw Unified World Wrestling Champion
  - 2× wXw World Lightweight Champion
  - 2× wXw World Tag Team Champion mit Michael Dante

- World Wrestling Entertainment
  - 1× NXT Champion

### Auszeichnungen
- Adriatic Special Combat Academy
  - 2013 Super 8 Cup II Sieger

- Progress Wrestling
  - 2016 Super Strong Style 16 Sieger

- Westside Xtreme Wrestling
  - 2011 Chase The Mahamla Sieger
  - 2013 und 2015 16 Carat Gold Tournament Sieger

- World Wrestling Entertainment
  - 2019 Dusty Rhodes Tag Team Classic Sieger mit Ricochet